# Coupe du monde de ski alpin 1975-1976
La coupe du monde de ski alpin 1975-1976 commence le 3 décembre 1975 avec la descente femmes de Val-d'Isère et se termine le 19 mars 1976 avec le géant femmes de Mont Sainte-Anne.
Les hommes disputent 25 épreuves : 8 descentes, 7 géants, 7 slaloms et 3 combinés.
Les femmes disputent 26 épreuves : 7 descentes, 8 géants, 8 slaloms et 3 combinés.
Les Jeux olympiques sont disputés à Innsbruck du 5 février 1976 au 14 février 1976.

## Tableau d'honneur
| Discipline | Hommes           | Femmes             |
| Général    | Ingemar Stenmark | Rosi Mittermaier   |
| Descente   | Franz Klammer    | Brigitte Totschnig |
| Géant      | Ingemar Stenmark | Lise-Marie Morerod |
| Slalom     | Ingemar Stenmark | Rosi Mittermaier   |
| Combiné    | Walter Tresch    | Rosi Mittermaier   |

Le suédois Ingemar Stenmark remporte sa première coupe du monde de ski alpin devant les italiens Piero Gros et Gustavo Thöni et l'autrichien Franz Klammer.
Franz Klammer gagne la coupe du monde de descente.
Ingemar Stenmark gagne la coupe du monde de géant et la coupe du monde de slalom.
L'allemande Rosi Mittermaier remporte la coupe du monde de ski alpin devant la suissesse Lise-Marie Morerod et l'autrichienne Monika Kaserer.
L'autrichienne Brigitte Totschnig gagne la coupe du monde de descente.
La suissesse Lise-Marie Morerod gagne la coupe du monde de géant.
L'allemande Rosi Mittermaier gagne la coupe du monde de slalom.

## Coupe du monde Hommes

### Résultats
| Date                                                | Lieu                               | Discipline  | Vainqueur          |
| 5 décembre 1975                                     | Val-d'Isère                        | Géant       | Gustavo Thöni      |
| 7 décembre 1975                                     | Val-d'Isère                        | Descente    | Ken Read           |
| 12 décembre 1975                                    | Madonna di Campiglio               | Descente    | Franz Klammer      |
| 14 décembre 1975                                    | Madonna di Campiglio               | Géant       | Engelhard Pargätzi |
| 15 décembre 1975                                    | Vipiteno                           | Slalom      | Ingemar Stenmark   |
| 20 décembre 1975                                    | Schladming                         | Descente    | Dave Irwin         |
| 21 décembre 1975                                    | Schladming                         | Slalom      | Hans Hinterseer    |
| 5 janvier 1976                                      | Garmisch Arlberg-Kandahar          | Slalom      | Fausto Radici      |
| 9 janvier 1976                                      | Wengen Arlberg-Kandahar            | Descente I  | Herbert Plank      |
| 5 & 9 janvier 1976                                  | Wengen I Garmisch Arlberg-Kandahar | Combiné     | Walter Tresch      |
| 10 janvier 1976                                     | Wengen                             | Descente II | Franz Klammer      |
| 11 janvier 1976                                     | Wengen                             | Slalom      | Ingemar Stenmark   |
| 10 & 11 janvier 1976                                | Wengen                             | Combiné     | Franz Klammer      |
| 12 & 13 janvier 1976                                | Adelboden                          | Géant       | Gustavo Thöni      |
| 17 janvier 1976                                     | Morzine                            | Descente    | Franz Klammer      |
| 18 janvier 1976                                     | Morzine                            | Géant       | Franco Bieler      |
| 24 janvier 1976                                     | Kitzbühel                          | Slalom      | Ingemar Stenmark   |
| 25 janvier 1976                                     | Kitzbühel                          | Descente    | Franz Klammer      |
| 24 & 25 janvier 1976                                | Kitzbühel                          | Combiné     | Walter Tresch      |
| 27 janvier 1976                                     | Zwiesel                            | Géant       | Ingemar Stenmark   |
| Jeux olympiques à Innsbruck du 5 au 14 février 1976 |                                    |             |                    |
| 5 mars 1976                                         | Copper Mountain                    | Géant       | Greg Jones         |
| 7 mars 1976                                         | Copper Mountain                    | Slalom      | Ingemar Stenmark   |
| 12 mars 1976                                        | Aspen                              | Descente    | Franz Klammer      |
| 14 mars 1976                                        | Aspen                              | Slalom      | Ingemar Stenmark   |
| 18 mars 1976                                        | Mont Sainte-Anne                   | Géant       | Heini Hemmi        |

### Classements

#### Classement général
| Rang | Nom                           | Points |
| 1    | Ingemar Stenmark              | 249    |
| 2    | Piero Gros                    | 205    |
| 3    | Gustavo Thöni                 | 190    |
| 4    | Franz Klammer                 | 181    |
| 5    | Hans Hinterseer Walter Tresch | 98     |
| 7    | Herbert Plank                 | 77     |
| 8    | Bernhard Russi                | 72     |
| 9    | Philippe Roux                 | 71     |
| 10   | Engelhard Pargätzi            | 67     |

#### Descente
| Rang | Nom            | Points |
| 1    | Franz Klammer  | 125    |
| 2    | Herbert Plank  | 77     |
| 3    | Bernhard Russi | 66     |
| 4    | Philippe Roux  | 63     |
| 5    | Dave Irwin     | 47     |

#### Géant
| Rang | Nom                | Points |
| 1    | Ingemar Stenmark   | 88     |
| 2    | Gustavo Thöni      | 82     |
| 3    | Piero Gros         | 78     |
| 4    | Engelhard Pargätzi | 67     |
| 5    | Ernst Good         | 56     |

#### Slalom
| Rang | Nom                           | Points |
| 1    | Ingemar Stenmark              | 125    |
| 2    | Piero Gros                    | 85     |
| 3    | Hans Hinterseer Gustavo Thöni | 58     |
| 5    | Fausto Radici                 | 52     |

#### Combiné
| Rang | Nom           | Points |
| 1    | Walter Tresch | 65     |
| 2    | Gustavo Thöni | 50     |
| 3    | Jim Hunter    | 30     |
| 4    | Franz Klammer | 25     |
| 5    | Anton Steiner | 22     |

## Coupe du monde Femmes

### Résultats
| Date                                                | Lieu              | Discipline  | Vainqueur             |
| 3 décembre 1975                                     | Val-d'Isère       | Descente    | Bernadette Zurbriggen |
| 4 décembre 1975                                     | Val-d'Isère       | Géant       | Lise-Marie Morerod    |
| 10 décembre 1975                                    | Aprica            | Descente    | Brigitte Totschnig    |
| 11 décembre 1975                                    | Aprica            | Slalom      | Lise-Marie Morerod    |
| 16 décembre 1975                                    | Cortina d’Ampezzo | Descente    | Evi Mittermaier       |
| 17 décembre 1975                                    | Cortina d’Ampezzo | Slalom      | Fabienne Serrat       |
| 16 & 17 décembre 1975                               | Cortina d’Ampezzo | Combiné     | Rosi Mittermaier      |
| 7 janvier 1976                                      | Meiringen         | Descente I  | Brigitte Totschnig    |
| 8 janvier 1976                                      | Meiringen         | Descente II | Bernadette Zurbriggen |
| 9 janvier 1976                                      | Meiringen         | Géant       | Monika Kaserer        |
| 8 & 9 janvier 1976                                  | Meiringen         | Combiné     | Cindy Nelson          |
| 12 janvier 1976                                     | Les Diablerets    | Slalom      | Lise-Marie Morerod    |
| 14 janvier 1976                                     | Les Gets          | Slalom      | Danielle Debernard    |
| 15 janvier 1976                                     | Les Gets          | Géant       | Lise-Marie Morerod    |
| 17 janvier 1976                                     | Berchtesgaden     | Slalom      | Christa Zechmeister   |
| 18 janvier 1976                                     | Berchtesgaden     | Géant       | Danielle Debernard    |
| 21 janvier 1976                                     | Bad Gastein       | Descente    | Doris De Agostini     |
| 22 janvier 1976                                     | Bad Gastein       | Slalom      | Rosi Mittermaier      |
| 21 & 22 janvier 1976                                | Bad Gastein       | Combiné     | Bernadette Zurbriggen |
| 25 janvier 1976                                     | Kranjska Gora     | Géant       | Lise-Marie Morerod    |
| 26 janvier 1976                                     | Kranjska Gora     | Slalom      | Lise-Marie Morerod    |
| Jeux olympiques à Innsbruck du 5 au 14 février 1976 |                   |             |                       |
| 5 mars 1976                                         | Copper Mountain   | Géant       | Rosi Mittermaier      |
| 6 mars 1976                                         | Copper Mountain   | Slalom      | Rosi Mittermaier      |
| 12 mars 1976                                        | Aspen             | Descente    | Brigitte Totschnig    |
| 13 mars 1976                                        | Aspen             | Géant       | Lise-Marie Morerod    |
| 19 mars 1976                                        | Mont Sainte-Anne  | Géant       | Monika Kaserer        |

### Classements

#### Classement général
| Rang | Nom                   | Points |
| 1    | Rosi Mittermaier      | 281    |
| 2    | Lise-Marie Morerod    | 214    |
| 3    | Monika Kaserer        | 171    |
| 4    | Bernadette Zurbriggen | 170    |
| 5    | Danielle Debernard    | 164    |
| 6    | Brigitte Totschnig    | 155    |
| 7    | Fabienne Serrat       | 125    |
| 8    | Cindy Nelson          | 122    |
| 9    | Hanni Wenzel          | 83     |
| 10   | Irene Epple           | 73     |

#### Descente
| Rang | Nom                   | Points |
| 1    | Brigitte Totschnig    | 106    |
| 2    | Bernadette Zurbriggen | 87     |
| 3    | Nicola Spiess         | 52     |
| 4    | Irmgard Lukasser      | 45     |
| 5    | Elfi Deufl            | 44     |

#### Géant
| Rang | Nom                | Points |
| 1    | Lise-Marie Morerod | 120    |
| 2    | Monika Kaserer     | 95     |
| 3    | Rosi Mittermaier   | 91     |
| 4    | Danielle Debernard | 82     |
| 5    | Fabienne Serrat    | 51     |

#### Slalom
| Rang | Nom                | Points |
| 1    | Rosi Mittermaier   | 110    |
| 2    | Lise-Marie Morerod | 90     |
| 3    | Danielle Debernard | 65     |
| 4    | Fabienne Serrat    | 61     |
| 5    | Claudia Giordani   | 52     |

#### Combiné
| Rang | Nom                   | Points |
| 1    | Rosi Mittermaier      | 45     |
| 2    | Bernadette Zurbriggen | 43     |
| 3    | Cindy Nelson          | 31     |
| 4    | Brigitte Totschnig    | 26     |
| 5    | Monika Kaserer        | 24     |